# Sanremo-Festival 1984
Die 34. Ausgabe des Festival della Canzone Italiana di Sanremo fand 1984 vom 2. bis zum 4. Februar im Teatro Ariston in Sanremo statt und wurde von Pippo Baudo zusammen mit Tiziana Pini, Edi Angelillo, Iris Peynado und Elisabetta Gardini moderiert.

## Ablauf

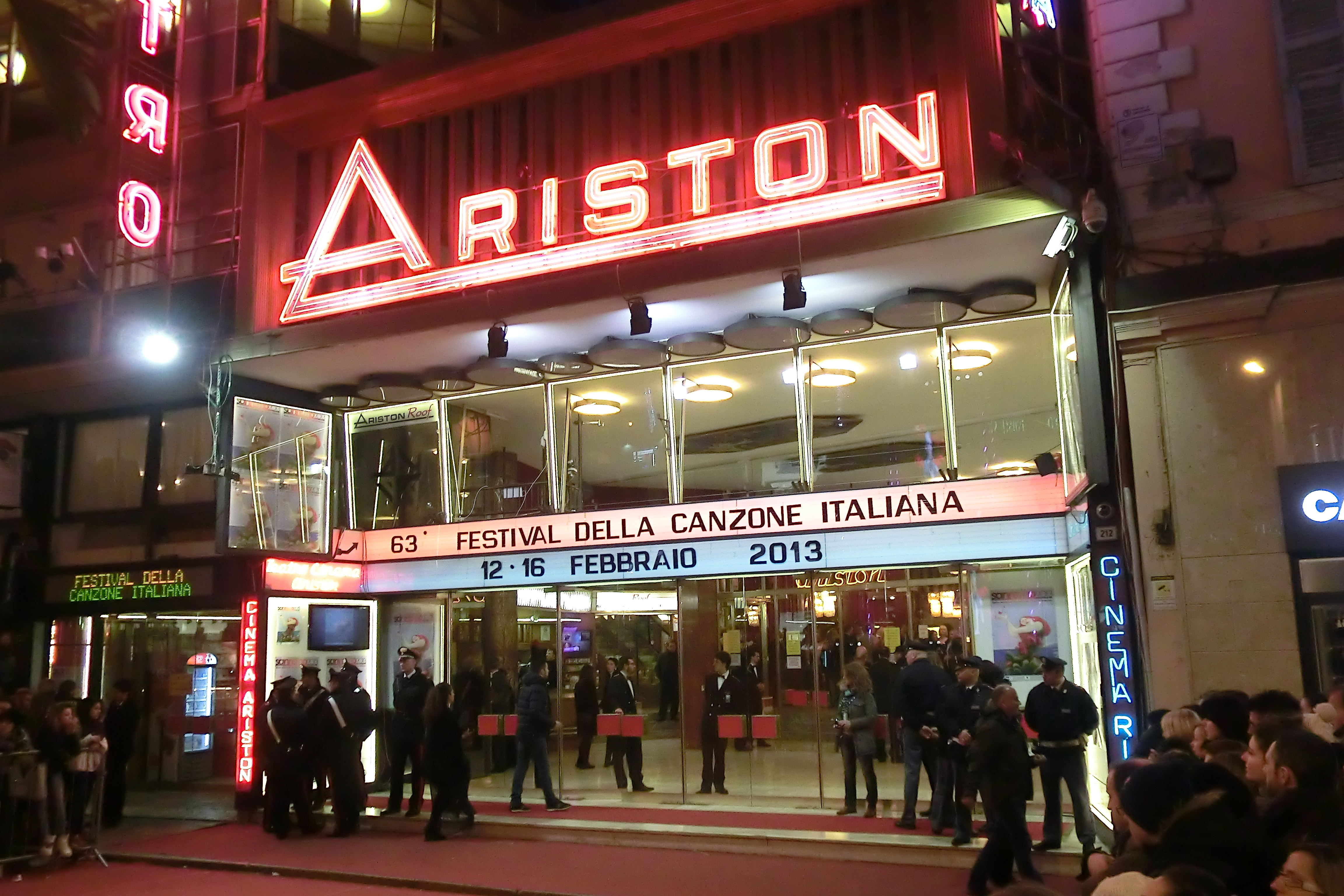
Das Ariston-Theater, Veranstaltungsort des Sanremo-Festivals

Nachdem 1983 noch alle 36 Teilnehmer, egal ob Hauptkategorie oder Newcomer, den Wettbewerb gemeinsam mit einer einheitlichen Finalwertung bestritten und sich so die Newcomerin Tiziana Rivale überraschend gegen große Namen durchsetzen konnte, beschlossen Organisator Gianni Ravera und die Rai, in diesem Jahr die beiden Kategorien und deren Finalwertungen getrennt zu lassen. Der Sieger des Festivals konnte nun also ausschließlich aus der Hauptkategorie kommen, während der Sieger der Newcomer einen eigenen Preis erhielt. Außerdem fanden auf die beiden Kategorien unterschiedliche Abstimmungssysteme Anwendung: Bei den Newcomern wurden die „demoskopischen“ (im Land verteilten) Jurys beibehalten, wohingegen in der Hauptkategorie ausschließlich die Publikumsabstimmung mittels Totip-Wettscheinen, so wie im Jahr davor als Experiment durchgeführt, wettbewerbsentscheidend war.
Als Moderator kehrte, 16 Jahre nach seiner ersten Sanremo-Moderation, Pippo Baudo zurück. An seiner Seite wechselten sich die vier Schauspielerinnen Tiziana Pini (ebenfalls das zweite Mal beim Festival), Edi Angelillo, Elisabetta Gardini und Iris Peynado sowie die zwei Mädchen Isabella Rocchietta (6 Jahre) und Viola Simioncioni (7 Jahre) ab. Die Titelmelodie Rose su rose wurde von Mina gesungen. Wie im Vorjahr erstmals versucht, war 1984 Vollplayback für alle Teilnehmer und musikalischen Gäste verpflichtend. Am ersten Abend des Festivals wurden alle 20 Beiträge der Hauptkategorie präsentiert, die alle ins Finale kamen; am zweiten Abend hingegen traten die 16 Newcomer auf, von denen nur acht das Finale erreichten.
Unter den Teilnehmern in der Hauptkategorie waren viele bereits festivalerfahrene Namen: Toto Cutugno, Bobby Solo und Iva Zanicchi etwa als ehemalige Sieger, oder auch Christian, Pupo (als Ersatz für Loretta Goggi nachgerückt), Anna Oxa, Drupi, Enrico Ruggeri, Fiorella Mannoia, Donatella Milani, Fiordaliso und Mario Castelnuovo. Besonders gespannt erwartet wurde die (von Caterina Caselli arrangierte) Rückkehr von Patty Pravo, die das letzte Mal 1970 teilgenommen hatte. Neu waren hingegen Gruppo Italiano, Alberto Camerini, Stadio und Garbo. In der Newcomer-Kategorie waren aller Augen auf den jungen Eros Ramazzotti gerichtet, den Gianni Ravera beim Festival von Castrocaro 1981 entdeckt hatte. Bereits bekannt war unter den Newcomern auch die Band Collage, die schon dreimal am Sanremo-Festival teilgenommen hatte.
Die Sängerin Silvia Conti sollte ursprünglich in der Newcomer-Kategorie mit dem Lied Favola triste antreten; es stellte sich jedoch heraus, dass das Lied nicht neu im Sinne der Festivalregeln war, woraufhin der Beitrag kurzfristig ausgeschlossen wurde. An die Stelle von Conti trat das Duo I Trilli mit dem Lied Pomeriggio a Marrakesh. Ein außermusikalischer Zwischenfall ereignete sich am ersten Abend des Festivals, als Tausende von Arbeitern der Genueser Stahlfabrik Italsider vor dem Theater gegen drohende Massenentlassungen demonstrierten. Pippo Baudo ließ daraufhin sechs Vertreter der Arbeiter auf der Festivalbühne ihr Manifest verlesen, unter großem Applaus des Publikums.
Hochkarätige internationale Gäste bereicherten auch in diesem Jahr das Festival: Darunter waren Culture Club, Queen, Bonnie Tyler, Randy Crawford, Paul Young, Gilbert Montagné, Bonnie Bianco & Pierre Cosso, Jair Rodrigues & Jairzinho sowie der Italiener Claudio Villa. Wie in den Vorjahren präsentierte Pippo Franco ein neues Lied, auch der Komiker Beppe Grillo hatte mehrere Auftritte.
Als die großen Favoriten des Wettbewerbs galten von vornherein Al Bano & Romina Power und Toto Cutugno, beide mit relativ traditionsbewussten Beiträgen. Diese belegten dann auch die ersten beiden Plätze, wobei über 2 Millionen Stimmen für Al Bano & Romina Powers Ci sarà abgegeben worden waren. Der Kritikerpreis hingegen ging an Patty Pravos Per una bambola, das in der Publikumswertung nur auf Platz zehn landete. Bei den Newcomern gelang Ramazzotti mit Terra promessa ebenfalls ein klarer Sieg, vor Marco Armano mit Solo con l’anima mia. Den Kritikerpreis in der Newcomer-Kategorie konnte sich hingegen der Beitrag La fenice von Santandrea, geschrieben zusammen mit Riccardo Cocciante, sichern, obwohl er es in der Jurywertung nicht einmal ins Finale geschafft hatte.

## Teilnehmende Beiträge

### Big
- Sieger

| Platzierung | Interpret              | Lied                    | Autoren                                                         |
| ----------- | ---------------------- | ----------------------- | --------------------------------------------------------------- |
| 1           | Al Bano & Romina Power | Ci sarà                 | Cristiano Minellono, Dario Farina                               |
| 2           | Toto Cutugno           | Serenata                | Toto Cutugno, Vito Pallavicini                                  |
| 3           | Christian              | Cara                    | Mario Balducci                                                  |
| 4           | Pupo                   | Un amore grande         | Totò Savio, Giancarlo Bigazzi, Umberto Tozzi                    |
| 5           | Fiordaliso             | Non voglio mica la luna | Enzo Malepasso, Luigi Albertelli, Zucchero                      |
| 6           | Mario Castelnuovo      | Nina                    | Mario Castelnuovo                                               |
| 7           | Anna Oxa               | Non scendo              | Oscar Avogadro, Mario Lavezzi                                   |
| 8           | Drupi                  | Regalami un sorriso     | Adelio Cogliati, Drupi, Franco Fasano                           |
| 9           | Iva Zanicchi           | Chi (Mi darà)           | Umberto Balsamo, Cristiano Malgioglio                           |
| 10          | Patty Pravo            | Per una bambola         | Maurizio Monti                                                  |
| 11          | Gruppo Italiano        | Anni ruggenti           | Patrizia Di Malta, Raffaella Riva, Gigi Folino, Chicco Santulli |
| 12          | Bobby Solo             | Ancora ti vorrei        | Bobby Solo, Susuki, Manrico Mologni                             |
| 13          | Donatella Milani       | Libera                  | Donatella Milani, Filistrucchi, Putzolu                         |
| 14          | Fiorella Mannoia       | Come si cambia          | Maurizio Piccoli, Renato Pareti                                 |
| 15          | Marisa Sannia          | Amore amore             | Daniele Pace, Corrado Conti                                     |
| 16          | Alberto Camerini       | La bottega del caffè    | Alberto Camerini                                                |
| 17          | Riccardo Del Turco     | Serena alienazione      | Mogol, Riccardo Del Turco                                       |
| 18          | Garbo                  | Radioclima              | Garbo                                                           |
| 19          | Enrico Ruggeri         | Nuovo swing             | Enrico Ruggeri                                                  |
| 20          | Stadio                 | Allo stadio             | Luca Carboni, Gaetano Curreri                                   |

### Nuove Proposte
- Sieger
- In der Vorrunde ausgeschieden

| Platzierung | Interpret                | Lied                           | Autoren                                                                   |
| ----------- | ------------------------ | ------------------------------ | ------------------------------------------------------------------------- |
| 1           | Eros Ramazzotti          | Terra promessa                 | Eros Ramazzotti, Alberto Salerno, Renato Brioschi                         |
| 2           | Marco Armani             | Solo con l’anima mia           | Rosalino Cellamare, Luca Carboni                                          |
| 3           | Flavia Fortunato         | Aspettami ogni sera            | Elio Palumbo, Vania Magelli, Lazzari, Sebastiani                          |
| 4           | Canton                   | Sonnambulismo                  | Luigi Schiavone, Enrico Ruggeri                                           |
| 5           | Valentino                | Notte di luna                  | Sergio Basile                                                             |
| 6           | Ivano Calcagno           | Principessa delle rose         | Ivano Calcagno                                                            |
| 7           | Fabio Vanni              | Lei balla sola                 | Franca Poli, Elisabetta Paselli                                           |
| 8           | Dhuo                     | Walkin’                        | Mike Logan, Bruno Bergonzi                                                |
|             | Giampiero Artegiani      | Acqua alta in piazza San Marco | Giampiero Artegiani, Marcello Marrocchi                                   |
|             | Rodolfo Banchelli        | Madame                         | Rodolfo Banchelli, Angelo Valsiglio, Carlo D'Apruzzo                      |
|             | Collage                  | Quanto ti amo                  | Paolo Amerigo Cassella, Dario Farina                                      |
|             | Giorgia Fiorio           | Se ti spogli                   | Sergio Menegale, Renato Pareti                                            |
|             | Richter, Venturi e Murru | Mondorama                      | Marcello Murru, Liliana Ritteri, Varo Venturi                             |
|             | Santandrea               | La fenice                      | Riccardo Cocciante, Santandrea                                            |
|             | Luigi Sutera             | I’m in Love with You           | Luigi Sutera                                                              |
|             | I Trilli                 | Pomeriggio a Marrakech         | Gian Piero Reverberi, Giuseppe Zullo, Michele Maisano, Roberto Della Casa |

## Erfolge
Die Erfolge im Festival spiegelten sich auch in den Plattenverkäufen wider; 13 Beiträgen gelang anschließend ans Festival der Einstieg in die Top 25 der Singlecharts. Die Chartspitze erreichte allerdings keiner der Wettbewerbsbeiträge, im Gegensatz zu den ebenfalls in Sanremo präsentierten Liedern Love of the Common People (Paul Young) und Radio Ga Ga (Queen).
| Jahr                                         | Titel Interpret                         | Höchstplatzierung, Gesamtwochen, AuszeichnungChartsChartplatzierungen (Jahr, Titel, Interpret, Platzierungen, Wochen, Auszeichnungen, Anmerkungen) | Anmerkungen                                                        |
| Jahr                                         | Titel Interpret                         | IT | Anmerkungen                                                        |
| -------------------------------------------- | --------------------------------------- | --- | ------------------------------------------------------------------ |
| 1984                                         | Ci sarà Al Bano & Romina Power          | IT2 (15 Wo.)IT | Platz 1                                                            |
| 1984                                         | Non voglio mica la luna Fiordaliso      | IT3 (13 Wo.)IT | Platz 5                                                            |
| 1984                                         | Serenata Toto Cutugno                   | IT5 (13 Wo.)IT | Platz 2                                                            |
| 1984                                         | Terra promessa Eros Ramazzotti          | IT6 (12 Wo.)IT | Newcomer, Platz 1                                                  |
| 1984                                         | Cara Christian                          | IT7 (11 Wo.)IT | Platz 3                                                            |
| 1984                                         | Nina Mario Castelnuovo                  | IT8 (9 Wo.)IT | Platz 6                                                            |
| 1984                                         | Come si cambia Fiorella Mannoia         | IT11 (8 Wo.)IT | Platz 14                                                           |
| 1984                                         | Anni ruggenti Gruppo Italiano           | IT13 (8 Wo.)IT | Platz 11                                                           |
| 1984                                         | Regalami un sorriso Drupi               | IT14 (5 Wo.)IT | Platz 8                                                            |
| 1984                                         | Nuovo swing Enrico Ruggeri              | IT15 (7 Wo.)IT | Platz 19                                                           |
| 1984                                         | Per una bambola Patty Pravo             | IT17 (7 Wo.)IT | Platz 10                                                           |
| 1984                                         | Solo con l’anima mia Marco Armani       | IT21 (2 Wo.)IT | Newcomer, Platz 2                                                  |
| 1984                                         | Non scendo Anna Oxa                     | IT25 (1 Wo.)IT | Platz 7                                                            |
| Weitere Charterfolge aus dem Festivalumfeld: |                                         | |                                                                    |
|                                              |                                         | |                                                                    |
| 1984                                         | Love of the Common People Paul Young    | IT1 (18 Wo.)IT | Gastbeitrag                                                        |
| 1984                                         | Radio Ga Ga Queen                       | IT1 (16 Wo.)IT | Gastbeitrag                                                        |
| 1984                                         | Victims Culture Club                    | IT2 (16 Wo.)IT | Gastbeitrag                                                        |
| 1984                                         | Just for Tonight Gilbert Montagné       | IT6 (12 Wo.)IT | Gastbeitrag; auch in der französischen Originalversion erfolgreich |
| 1984                                         | Stay Bonnie Bianco & Pierre Cosso       | IT9 (9 Wo.)IT | Gastbeitrag                                                        |
| 1984                                         | Io e te Jair Rodrigues & Jairzinho      | IT12 (6 Wo.)IT | Gastbeitrag                                                        |
| 1984                                         | Pinocchio chiò Pippo Franco             | IT13 (9 Wo.)IT | Gastbeitrag                                                        |
| 1984                                         | Rose su rose Mina                       | IT16 (7 Wo.)IT | Titelmelodie                                                       |
| 1984                                         | Total Eclipse of the Heart Bonnie Tyler | IT17 (6 Wo.)IT | Gastbeitrag                                                        |

## Belege
1. ↑  M&D-Chartarchiv. Musica e dischi, abgerufen am 14. Juli 2019 (italienisch, kostenpflichtiger Abonnement-Zugang).